# 玄関網戸
玄関網戸(げんかんあみど、英: Screen door)は、玄関扉に付帯して設置する網戸。

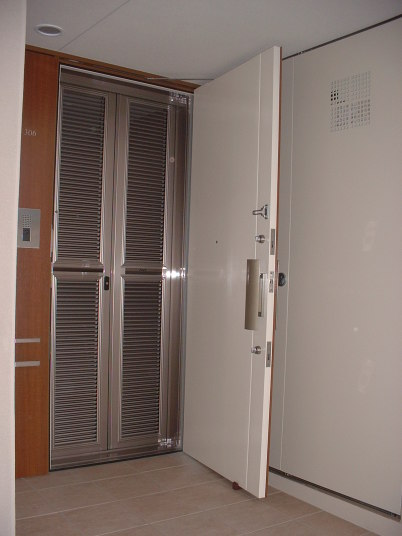
マンションにおけるルーバー式玄関網戸

## 概要
「玄関網戸」と言う言葉は、全国的に見れば、非常にニッチな言葉で、その概念も曖昧であり、またその一種であるルーバー式玄関網戸は、その現物を見たことさえ無い方々が多い。以下は、その概念規定、種類や誕生の背景、取り付け手順等である。

## 概念
「玄関網戸」の概念は、「玄関網戸」の言葉を分解し各々を概念規定し、再度これを統合すれば明瞭である。
- 「玄関」:玄関には必ず、もともと「玄関扉・ドア・戸」が取り付けられているが、これに求められる主たる要件は、外部と宅内の遮断・防犯性と美観性であるが、前者は閉鎖性である。
- 「網戸」:網戸に求められる主たる要件は、換気性・通風性と防虫機能であるが、前者は開放性であり、後者は部分的な閉鎖性と言える。

以上から、「『玄関網戸』とは、閉鎖性と開放性と言う、相反要件を兼ね備えた玄関扉の補完建具である」と抽象的に概念化できるが、この概念の具体的な実現には、上記相反要素のバランスと、さらにいくつかの要件を組み合わせる必要となる。

## 概念の実現要件
1. 閉鎖性・遮断性の程度と要件
  1. 外部の人間や大型動物の侵入を極力遮断できる、物理的な強度
  2. 外部からの虫等小生物を遮断できる形状
  3. 外部からの人間の視線を遮断できる形状
2. 開放性・通気性の程度と要件
  1. 居宅内外の気圧差を利用した通風性が確保できる形状
3. 閉鎖程度と開放程度の相互調整機能
4. その他要件
  1. 閉鎖性・遮断性の程度と要件
    1. 外部の人間や大型動物の侵入を極力遮断できる物理的な強度
    2. 外部からの虫・小生物を遮断できる形状
    3. 外部からの人間の視線を遮断できる形状

  2. 閉鎖性・通気性の程度と要件
    1. 居宅内外の気圧差を利用した通風性が確保できる形状

  3. 閉鎖・開放程度を調整できる機能
  4. その他要件
    1. 玄関扉の補完物であることのデメリット抑制
      1. 設置面積、使用時の必要面積の縮小
      2. 取り外しの簡便性
      3. 使用上の簡便性
      4. 美観性
        1. 部材の美観性
        2. 手入れ・清掃の簡便性

      5. リーズナブルな商品コスト

## 概念の実現方法と種類
「玄関網戸」という概念の実現方法は、玄関の条件により2分類でき、種類も下記のように2分類できる。
1.簡易或いは、単純な玄関網戸・・・閉鎖性を重視しないケース
例えば、戸建住宅で、居住区と外部は門で遮断され、居宅玄関扉(或いは勝口扉)に対して、「外部からの人の侵入防止機能」がさほど求められない場合
美観性をさほど重視しなければ、下の写真のような、単純な網戸、あるいは、簡易な網戸でも主たる目的は達成できる。また、閉鎖性・遮断性の低さは、これに比例して、開放性の高さとなり、通風性は良好となる。極端に言うなら、扉が全く無ければ、開放度100%との意味である。
2.ルーバー式玄関網戸・・・開放性も閉鎖性も共に重視するケース　　
例えば、マンションや戸建住宅にあっても、外部との遮断が、玄関扉一枚によってしか確保されていない場合には、右の写真のようなそれなりの物理的強度の有るルーバー式が適当と言える。さらに、閉鎖性と開放性相互の調整機能を持ったものがより適切と言える。
以上の2大分類の内、前者は閉鎖性を重視しない条件ゆえ、ごく簡単な物から、幾分複雑な物まで多種多様な物があり、それらの外観は このページ に詳しいので、ここでは省略する。

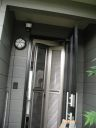
戸建住宅におけるルーバー式玄関網戸

ルーバー(louver)とは、「(採光や通風のための)よろい張り、よろい作り」であり、Louver　Windowとは右の写真のようで、この言葉の主たる機能・意味は、採光性・通風性・開放性であるが、前提として、右の写真のように、外部から人間や大型動物の侵入を遮断する物理的強度を備えている。
ルーバーの形状
ルーバーは当初木製であったので、その形状は右の写真のように単純な物であったが、アルミ産業の発展につれ、金型さえ準備すれば複雑な形状の物も、安価で大量生産が可能となり、現在ではメーカー各社がいくつかのモデルを生産している。その際のポイントは、通風性と外部からの視線遮断の兼ね合いであり、「Z形状」の物が理想的という意見もありその詳細は このページ が参考資料となる。
ルーバー類似の物に、ブラインド(blind)があるが、この第一義的な意味は「盲目」であり、これから派生して、ガラス窓の内部に吊るすおなじみのブラインドがあるが、上記第一義的意味からわかるように、その主要な機能は、視界遮断・日よけ(光の遮断)であり、閉鎖性であるから、通風性を重視する玄関網戸に使われることは無い。

### ルーバー式玄関網戸の構成
玄関網戸本体とこれをセットするための玄関網戸枠 に大別できる。
1. 構成要素－1:玄関網戸枠は、上下枠と左右縦枠で構成され、玄関網戸本体は完成品の単体である。
2. 構成要素－2:玄関網戸本体

他に最も複雑なタイプもあり、以下の3要素で構成されている。
フレーム(上部及び下部に開閉用のローラーやガイドを配置)+ルーバー部(ルーバー角度調整レバーを配置)+網戸部
右の写真の物は、網戸本体を4分割して、各々フレームを中に挟むように、部屋内から網戸部、部屋外からルーバールーバー部を表裏に配置し、4本のユリヤネジを表裏貫通して固定する方式である(両者が取り外せることで、網戸のネット交換、清掃、ルーバーの清掃を簡便にしているタイプである)。
- 玄関網戸の取り付け手順

1. 玄関網戸枠取付部の 採寸
2. 玄関網戸枠の 組み立て
3. 組み立て後の玄関網戸枠を既存の 玄関扉枠に取り付け
4. 取付後の玄関網戸枠に、玄関網戸本体をセット

以上が必須基本4工程であるが、付帯して以下の作業が追加される場合もある。
- 追加1　取付部の条件により、網戸枠の加工
- 追加2　取付部の条件により、取付部の幅調整作業
- 追加3　取付部の条件により、玄関網戸本体、網戸枠の高さ調整作業

上記手順の詳細は「玄関網戸取付講座」参照。

### 市場の変遷
関西圏の気候条件と玄関網戸の誕生
大阪／東京の近年の夏季の最高温度は、以下のように約2℃大阪が高い。
7月・・・約31/29℃、8月・・・約33/31℃、9月・・・約29/27℃。このように関西圏は、もともと夏季の気温が関東圏に比べ少し高く、家屋の通風性に対する各種対策が比較的普及している土壌であったが、1970年代中期になると大阪圏でも機密性の高い集合住宅、マンションの建設が始まった。
ところが、マンションの玄関扉取付部のサイズ構成は非常に高い精度で標準化されており(開口幅＝800mm)、玄関網戸の量産条件が出てきたため、当初は、上記ルーバーの写真のような、木製の玄関網戸を建具屋が作り始め、マンション向けに販売施工を始めた。これがルーバー式玄関網戸の誕生である。
初期・・・1970年代後期～1980年代中期
1970年代にはアルミサッシが本格的な普及期に入り、上記のような木製玄関網戸より安価で、簡単に量産ができる、アルミ型材による玄関網戸が開発された。
このアルミ製は美観もよく、また、中心的な価格帯は、上記木製玄関網戸が10万円程度であるにもかかわらず、商品自体が20～30年も使える耐久消費財的側面もあるため非常に評判もよく、アルミ製玄関網戸メーカーと取付業者の利益も大きく販売モチベーションが大いに上がり、木製玄関網戸を短期間に駆逐し、アルミ製ルーバー式玄関網戸の市場を創出した。
第一期　全盛期・・・1980年代中期～1990年代初期
バブル期を通じ全国的に新築マンションも急増するにつれ、新築マンション向けの オプション商品 マーケットができた。従来のチラシ投函によるマーケッティングの手法に加え、新築マンション向けオプション商品の一つとしての販路が加わり、バブル景気で普及が大きく進んだ。
第二期　安定期・・・1990年代
その後も、新築マンションの全国的な建築戸数は年間十数万戸から二十数万戸で推移し、新築マンションでの普及が進み、さらに、それまでに玄関網戸を取り付けた人々の口コミにより、既存のマンションでも普及が進み、関西圏では、普及率が50%を超えるマンションさえ現れ、マンションでは安定的な市場が完成した。

第三期　若干の停滞期・・・2000年代
2001年、新宿歌舞伎町ビル火災を機に消防法の改正があり、新築マンションのオプション商品販売ルートでの採用が抑制され販路の一つが大きく縮小すると共に、メーカーの量産体制も整備され需給バランスが崩れ安値安定期に入った。なお、消防法に関する解釈は最後の項を参照。
第四期　第二全盛の兆候・・・2011年～
2011年3月11日の大地震・大津波により電力需給が逼迫し、関東圏でも夏季の玄関網戸に対する注目が増えた。原子力発電に対する懸念は長期にわたり残存すると考えられるが、同時に地球温暖化防止の意識も高まり、今後さらに、全国的な省エネ・節電の趨勢は高揚することはあっても低減することはないと、メーカー出荷台数から予測されている。
玄関網戸の通風機能のエネルギー源は、居宅内外の気圧差であるから、長期的な将来にわたり全国的に第二の全盛期が続く客観的条件が出来たと考えられるが、ルーバー式玄関網戸の普及には、供給サイドに大きな限界がある。

### 普及する条件とは
ルーバー式玄関網戸の生産メーカーは全国で数社しかなく、いずれも中小企業であり、全国的な施工体制も整備されてはいない。従って、テレビや新聞等のマスメディアによる大規模宣伝と大規模販売の手法は採用できない。ところが、玄関網戸の取付作業自体はさほど難しいものではなく、専門職人が不可欠とは考えられないので、DIYの手法 が有効な普及対策となる。採寸作業と取り付け構想さえ立てられれば、実働作業自体はさほど難しい物ではないので、採寸に対する細やかなフォロー体制さえ完備できれば、普及は大きく進展すると推定できる。
玄関網戸の認知度は、関西圏では相当高いと思えるが、各地方の気候条件もあり、全国的な認知度はまだ非常に低く、また、需要期が春から夏季に限定的である。また、取付職人の常設が困難であるため、潜在的総需要に比べ、全国的には、取付職人が圧倒的に不足していると言える。

## 環境貢献性
玄関網戸が個々人個別の住環境改善に健康面や省エネ面での効果以外に、その普及は、下記のように、国家的にも省エネ・節電、CO2削減に少なくない効果を発揮できる。
1. 素材自体の省エネ性
ルーバー式玄関網戸の部材の約97%はアルミである。アルミは電力の塊とも言われるが、同時にリサイクルの優等生と言われるほど再生コストが低く、低負荷で循環的に再生利用ができる。
2. 機能の省エネ性	
各々の地方により気候条件は異なるが、関西圏の条件で見ると、エアコンの使用が抑制され、一家庭あたり、年間約1~1.5万円程度の電気料金の低減が実現している。
この数値は、一戸あたりの、電力量換算で年間約400～600kw/hとなり、CO2換算で年間約200～300kgrである。
日本全国の住宅総戸数は約5000万戸であり、戸建住宅/集合住宅は各々3000/2000万戸程度であるが、その30%程度に玄関網戸が設置された場合上記節電量とCO2削減量は各々約60～90億KW/h、約300～450万トンとなる。

これは、日本全体の総電力需要量の約1～0.6%程度であり、京都議定書で国際公約されたCO2削減目標値7500万トンの約4～6%程度に当たる。
以上は、玄関網戸認知度の低さの反面、その社会貢献度は相対的に高く大きい所以である。

## 玄関網戸と消防法
消防法の関連条文
消防法第8条の2の4 は平成13年9月1日に発生した、新宿の雑居ビルの火災を受けて、新たに追加された規定である。
条文の全文は以下。
以上斜体の部分がこれにあたるが、前半は、例えば、狭い共用廊下部を塞ぐように玄関扉を開けたままにしておく、自転車などを放置するなど。後半は、マンションには、エレベーターホールの隣などに、非常用階段がよくあるが、ここについている防火扉と、各戸の玄関扉の管理を指している。
関連条文の解釈
- 管理について権原を有する者の概念
  - 第一に、上記太字の管理の実際と管理責任主体を明確化する必要がある。
    - マンションは、上記「その他の防火対象物で政令で定めるもの」の一つと解釈されているが、マンションも賃貸マンションと分譲マンションに二分できる。
      - 賃貸マンションの場合は、学校や病院等と同様、その所有者であるマンション全体のオーナーに一元的で直接的な管理義務がある。
      - 一方、分譲マンションに有っては、管理責任範囲が二分されており、共用部は管理組合、又その委託を受けた管理会社に管理権限と管理義務があり、専有部と、共用物であっても個人使用権がある箇所にあっては、マンションの区分所有者に一元的で直接的な管理権限と管理義務は個別に有る。
- 上記条文にある、『放置』『みだりに存置』の概念
  - 消防庁職員も参加している「逐条解説消防法」によると、『放置』とは「ただ漫然と無管理のままで物が置かれている状態」であり、『みだりに存置』とは所有者ははっきりしているが放置に近い状態で置かれているとの意味である。
- 消防法の対象
  - 消防法第8条の2の4の主たる対象は、個人ではなくビルやマンション等の管理者であり、個別各部屋の所有者は副次的な対象である。対象としての玄関網戸の扱いは、以下の通り。

1. 玄関網戸は通常共用部である廊下と居宅を遮断した玄関扉の部屋内の専有部に設置されているので、管理組合には管理権限もなく、当然管理義務は無く、その管理責任者は個人である。
2. 玄関網戸は、玄関扉を開放した条件下で使用されるが、その所有者が明確であるから、玄関網戸が「放置」されていることは無く、且つ、玄関扉が無人の無管理状態、長時間で開放されたままである事は、通常ありえないので、玄関網戸が「みだりに存置」されていることも、通常ありえない。
3. 仮に、無管理状態で、玄関扉が長時間開放されたままであっとしても、玄関網戸の設置と直接の関連はない。

以上、集合住宅にあっては、鉄製の防火扉を取り付けねばならず、また、個々人は、これを、無人・無管理状態で長時間固定的に開放しない注意義務があるだけで、その際、玄関網戸をどのように取り扱うかの規定はどこにも無く、また、一般的な防犯意識さえあるなら、このような状態はありえ無い。ただし、玄関網戸の設置は、玄関扉の開放を前提としているから、そのことにより発生する、美観性や共用廊下部の使い勝手等により、管理組合規則で規制されることはあり得るといえるが、個人の生活上の自由権とも関連するため、その法的根拠の明確化は困難である。